# Les Combattants
Les Combattants (Engels: Love at First Fight of Fighters) is een Franse romantische film uit 2014 onder regie van Thomas Cailley. De film maakte tijdens het Filmfestival van Cannes 2014 deel uit van de sessie Quinzaine des Réalisateurs waar hij verscheidende prijzen won.

## Verhaal
Arnaud lijkt een rustige zomer tegemoet te gaan tussen zijn vrienden en zijn familiezaak, totdat hij Madeleine ontmoet. Arnaud is een rustige jongen die de dingen neemt zoals ze komen en die houdt van een goede lach. Madeleine is even bruusk als ze mooi is. Ze is gespannen en bereidt zich voor op het ergste met profetieën over de komende dag des oordeels. Ze vecht, loopt, zwemt en dwingt zichzelf tot het uiterste. Arnaud laat zich zelfs overhalen om samen met Madeleine zich in te schrijven in een Army Boot Camp. Hun liefdesverhaal is eerder een overlevingsverhaal.

## Rolverdeling
- Adèle Haenel als Madeleine
- Kévin Azaïs as Arnaud
- Antoine Laurent als Manu Labrède
- Brigitte Roüan als Hélène Labrède
- William Lebghil als Xavier
- Thibault Berducat als Victor
- Nicolas Wanczycki als Lieutenant Schliefer
- Frederic Pellegeay als Le recruteur
- Steve Tientcheu als Adjudant Ruiz
- Franc Bruneau als Le conseiller funéraire

## Prijzen en nominaties
| jaar | prijs                   | categorie                  | genomineerde(n)            | uitslag     |
| ---- | ----------------------- | -------------------------- | -------------------------- | ----------- |
| 2015 | César                   | Beste regisseur            | Thomas Cailley             | Genomineerd |
| 2015 | César                   | Beste film                 | Beste film                 | Genomineerd |
| 2015 | César                   | Beste debuutfilm           | Thomas Cailley             | Gewonnen    |
| 2014 | Filmfestival van Cannes | FIPRESCI-prijs             | FIPRESCI-prijs             | Gewonnen    |
| 2014 | Filmfestival van Cannes | Art Cinema Award           | Art Cinema Award           | Gewonnen    |
| 2014 | Filmfestival van Cannes | SACD Prijs                 | SACD Prijs                 | Gewonnen    |
| 2014 | Filmfestival van Cannes | Europa Cinemas Label Award | Europa Cinemas Label Award | Gewonnen    |